# Ivan Möller
Ivan Mauritz Möller (* 12. Februar 1884 in Göteborg; † 31. Juli 1972 ebenda) war ein schwedischer Leichtathlet.
Bei den Olympischen Spielen 1912 in Stockholm gewann er mit der schwedischen Mannschaft Silber in der 4-mal-100-Meter-Staffel. Über 100 und 200 Meter erreichte er jeweils das Halbfinale.
1909 wurde er nationaler Meister im Hochsprung, von 1910 bis 1912 dreimal in Folge im 110-Meter-Hürdenlauf und 1911 über 200 Meter.

## Persönliche Bestleistungen
- 100 m: 10,8 s, 24. September 1911, Göteborg
- 200 m: 22,4 s, 10. Juli 1912, Stockholm
- 110 m Hürden: 15,9 s, 22. Juni 1911, Göteborg
- Hochsprung: 1,80 m, 9. August 1910, Göteborg